# Kundvalsmodell
Kundvalsmodeller är ett sätt att organisera verksamheten på inom offentlig sektor där valfrihet mellan olika producenter av offentlig service betonas. Ofta är det en viktig del av kundvalsmodellskonceptet att resurserna fördelas via brukarnas aktiva val genom en så kallad "peng" som tillfaller en producent om en brukare väljer dem som leverantör. Kundvalsmodellen skiljer sig därmed från den mer traditionella förvaltningsformen för produktion av offentlig service genom att beslut om var och när, och i viss mån hur något skall produceras inte fattas av politiker eller tjänstemän. Den amerikanske nationalekonomen och nobelpristagaren Milton Friedman brukar framhållas som kundvalsmodellens "uppfinnare".